# Sysel Parryův
Sysel Parryův (Spermophilus parryii) je druh hlodavce, obývajícího část Sibiře ležící východně od řeky Leny, Aljašku a severní část Kanady. Byl pojmenován podle anglického polárního badatele sira Williama Parryho.

## Popis
Dosahuje délky 35–50 cm, z toho více než třetina připadá na ocas. Srst je na hlavě a hrudi rezavě hnědá, hřbet je stříbrošedý s bílými skvrnami. Váha značně kolísá podle ročního období, průměr bývá 800 gramů u samců a 700 gramů u samic. Američtí sysli bývají větší než sibiřští.

## Způsob života
Obývá písčitou tundru, vyhýbá se oblastem permafrostu, kde by nemohl hrabat nory. Žije v koloniích, které čítají až padesát jedinců, komunikuje hlasitým hvízdáním. Živí se převážně rostlinnou stravou (tráva, listy, kořeny, semena) a houbami, také hmyzem či mršinami. Byly popsány i případy kanibalismu. Na sedm měsíců upadá do pravého zimního spánku, kdy jeho tělesná teplota klesne až na –3 °C. Zhruba jednou za dva až tři týdny se začne ve spánku samovolně třást, čímž se zahřeje na normální teplotu; díky tomu se zachovává funkce mozku.
Březost trvá 25 dní, v květnu vrhne samice pět až deset mláďat. Veškerou péči o potomky zastává samice.
Sysel Parryův se stává často kořistí predátorů, jako je medvěd grizzly, liška polární, vlk eurasijský, rosomák sibiřský, sovice sněžní, chaluha malá, orel skalní nebo jestřáb lesní. Na východní Sibiři, kde je nazýván jevražka, bývá loven domorodci kvůli kožešině, z níž se šijí parky.

## Podřízené taxony
Druh se dělí na deset poddruhů:
- Spermophilus parryii ablusus
- Spermophilus parryii kennicottii
- Spermophilus parryii kodiacensis
- Spermophilus parryii leucostictus
- Spermophilus parryii lyratus
- Spermophilus parryii nebulicola
- Spermophilus parryii osgoodi
- Spermophilus parryii parryii
- Spermophilus parryii plesius
- Spermophilus parryii stejnegeri

## Galerie

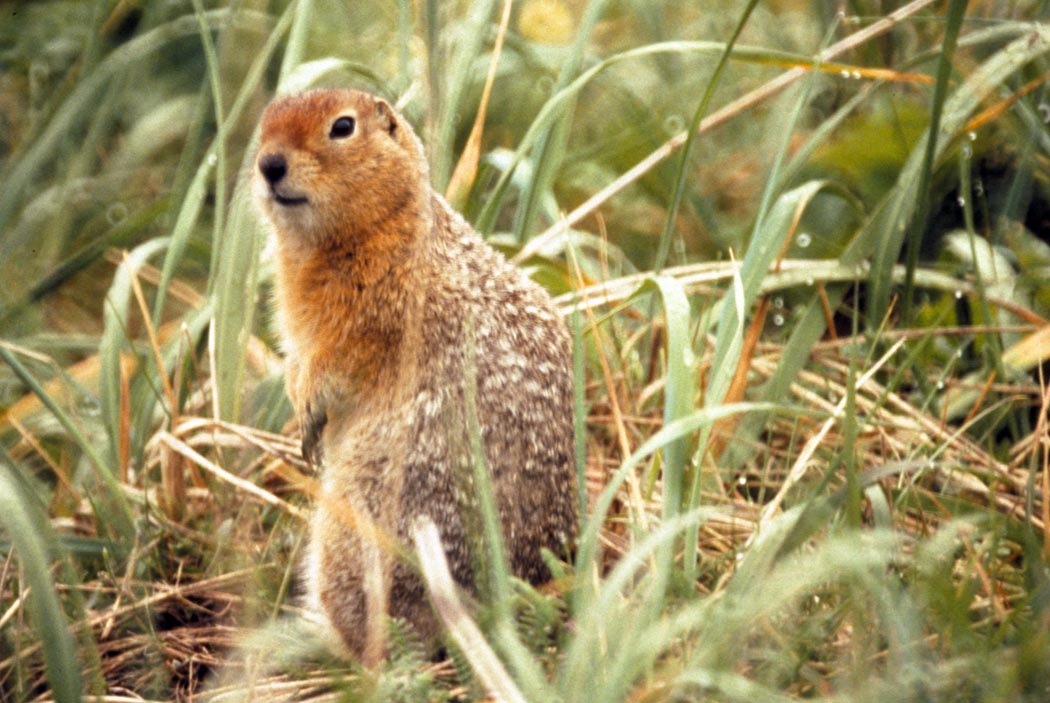
Sysel Parryův (Spermophilus parryii)
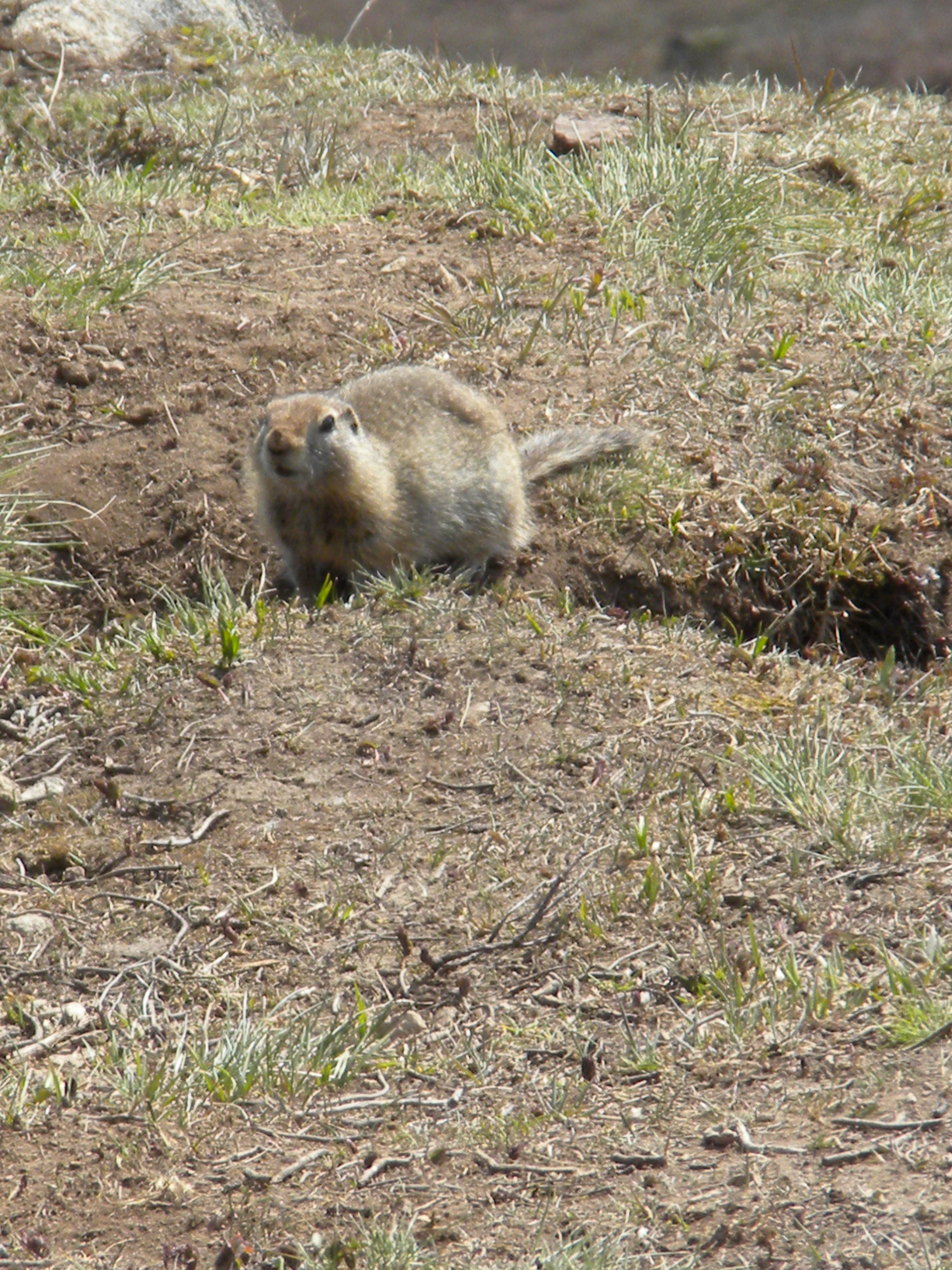
Sysel Parryův (Spermophilus parryii)
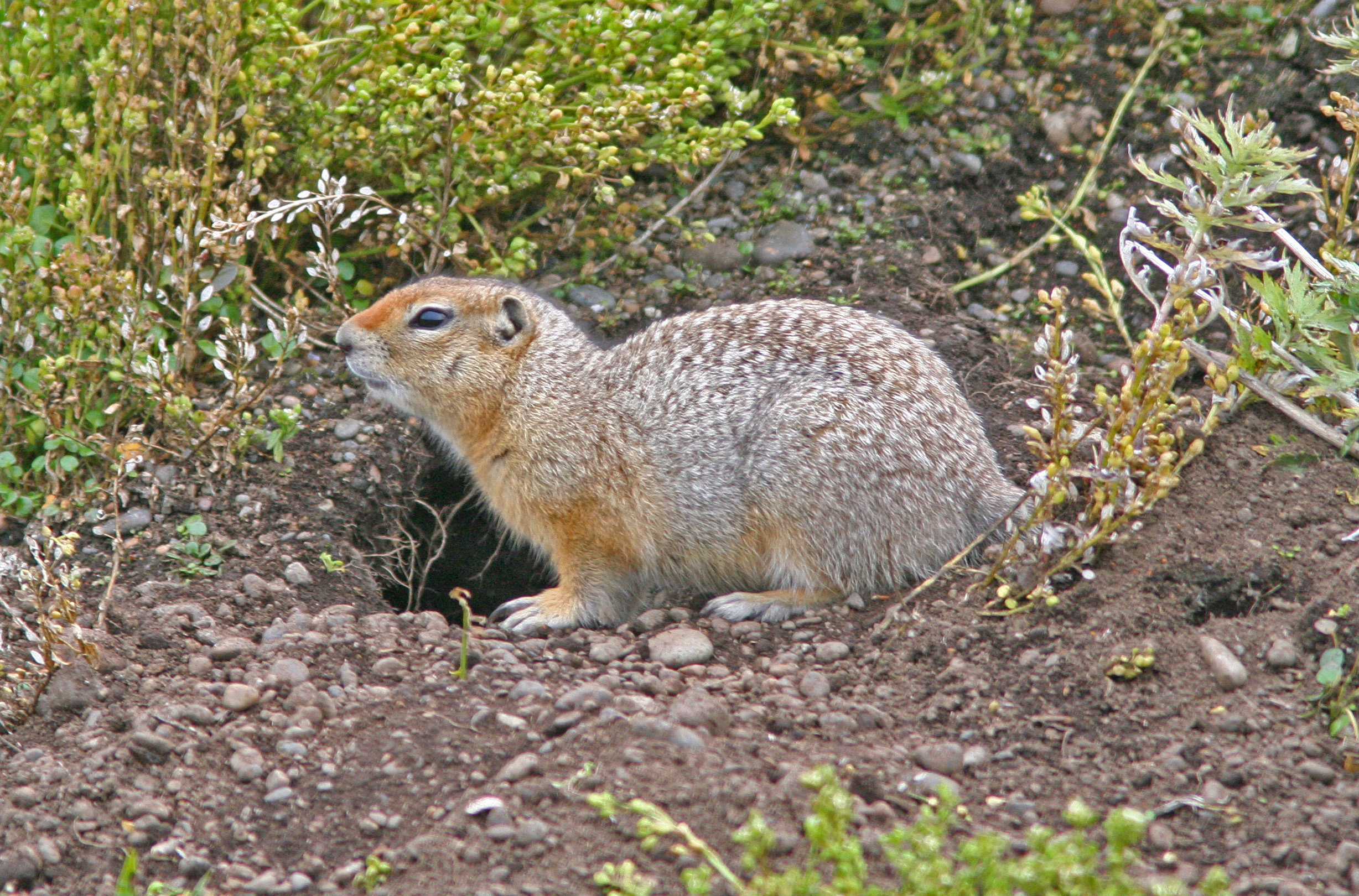
Sysel Parryův (Spermophilus parryii)
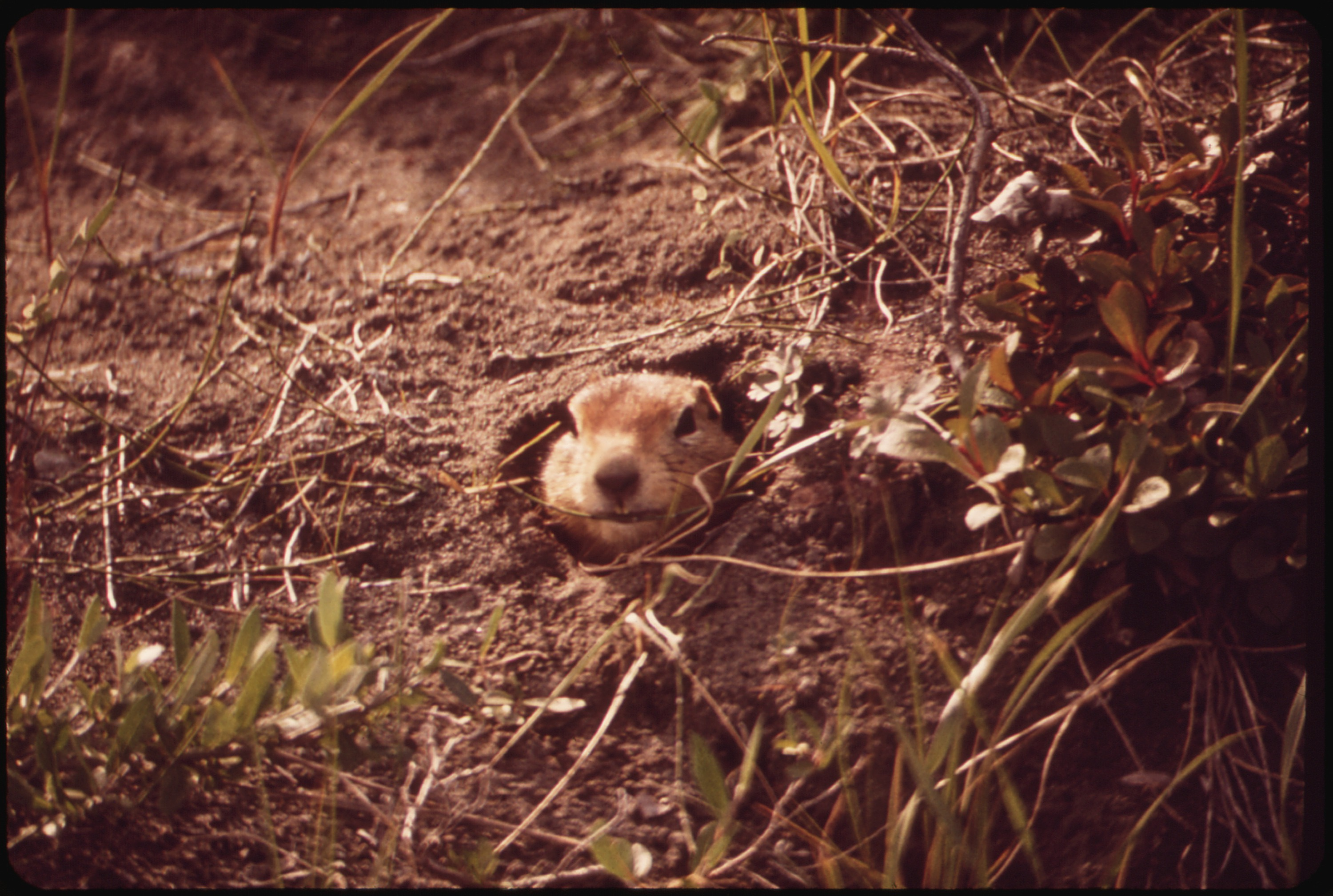
Sysel Parryův (Spermophilus parryii)
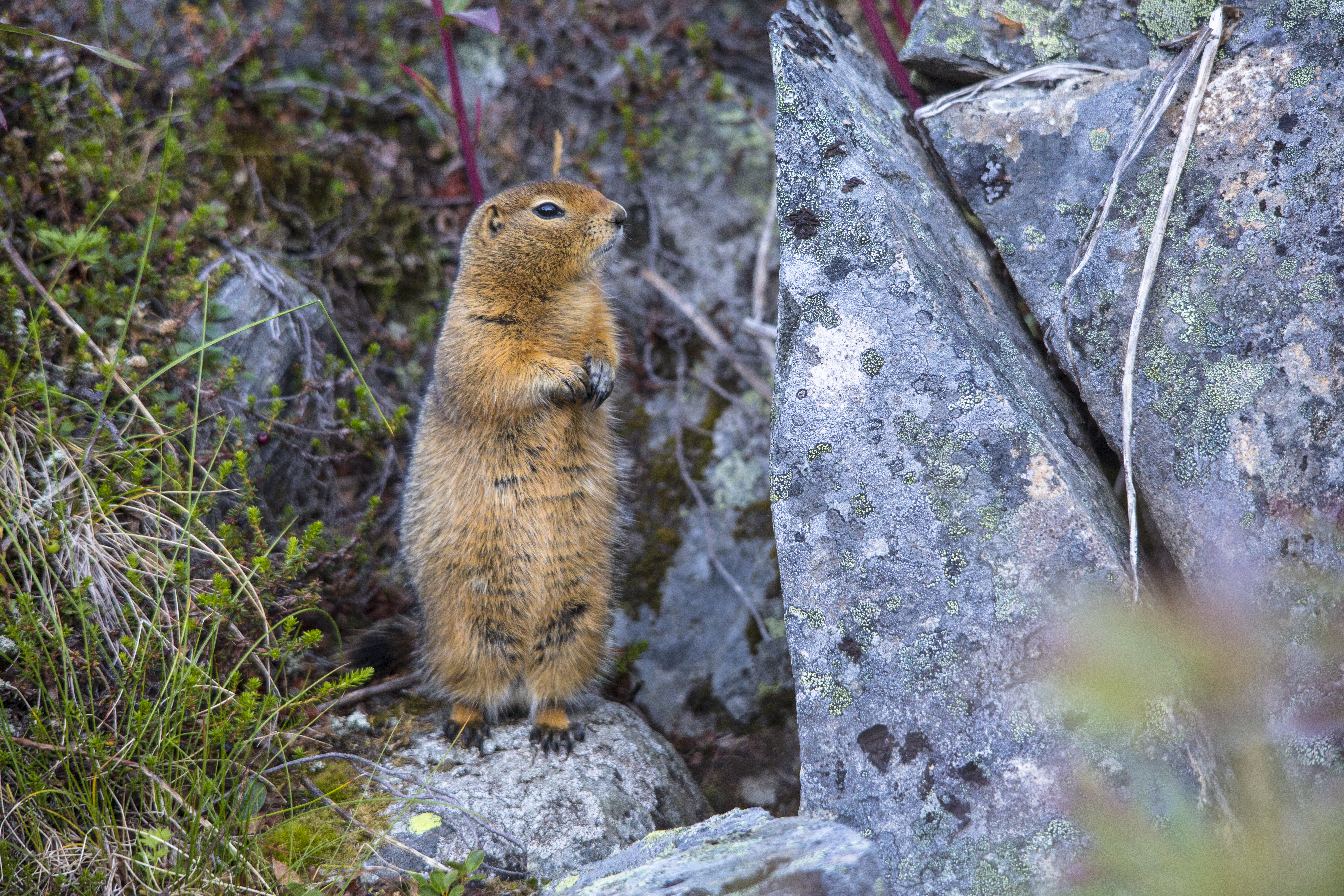
Sysel Parryův (Spermophilus parryii)
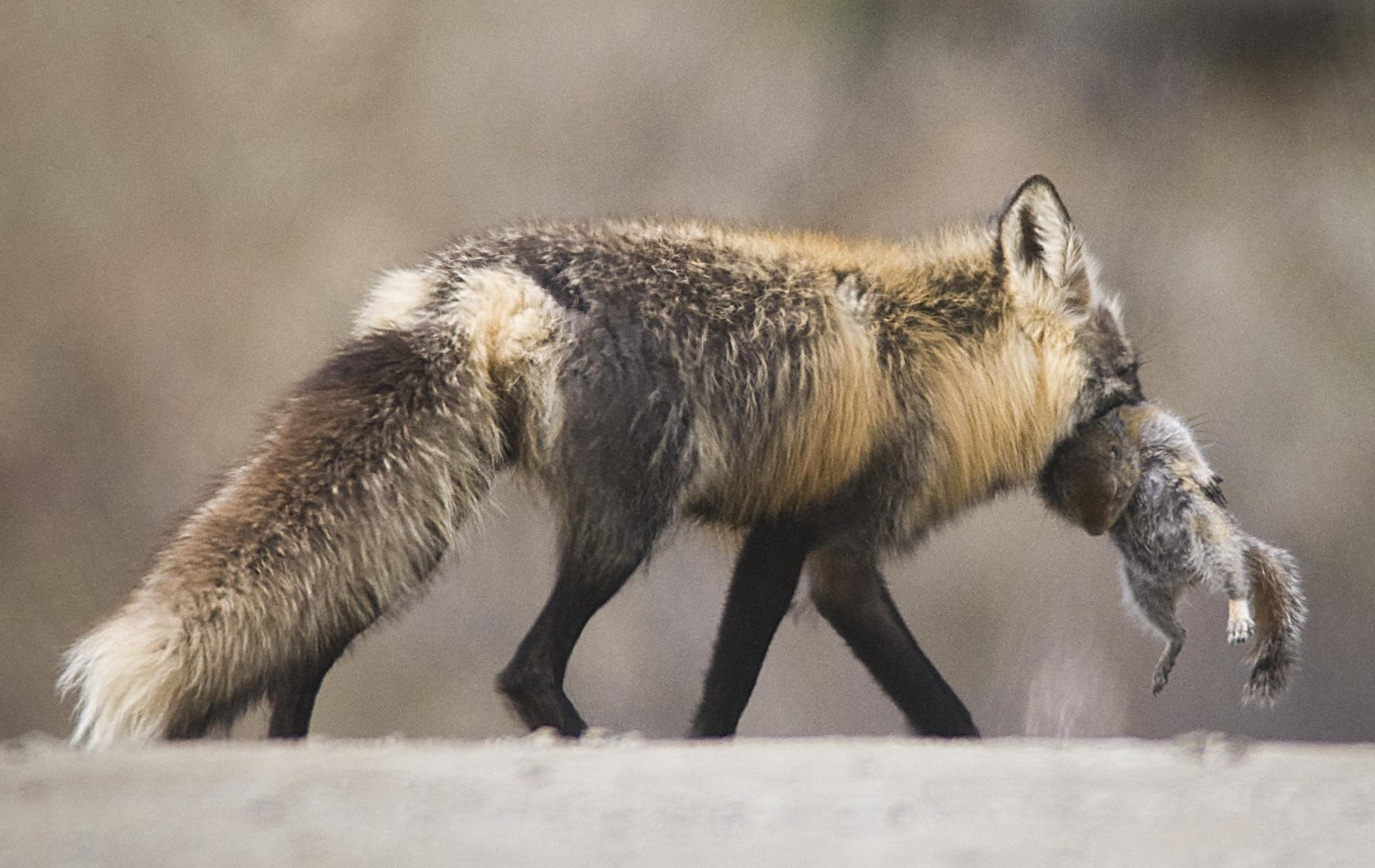
Sysel Parryův (Spermophilus parryii) uloven liškou
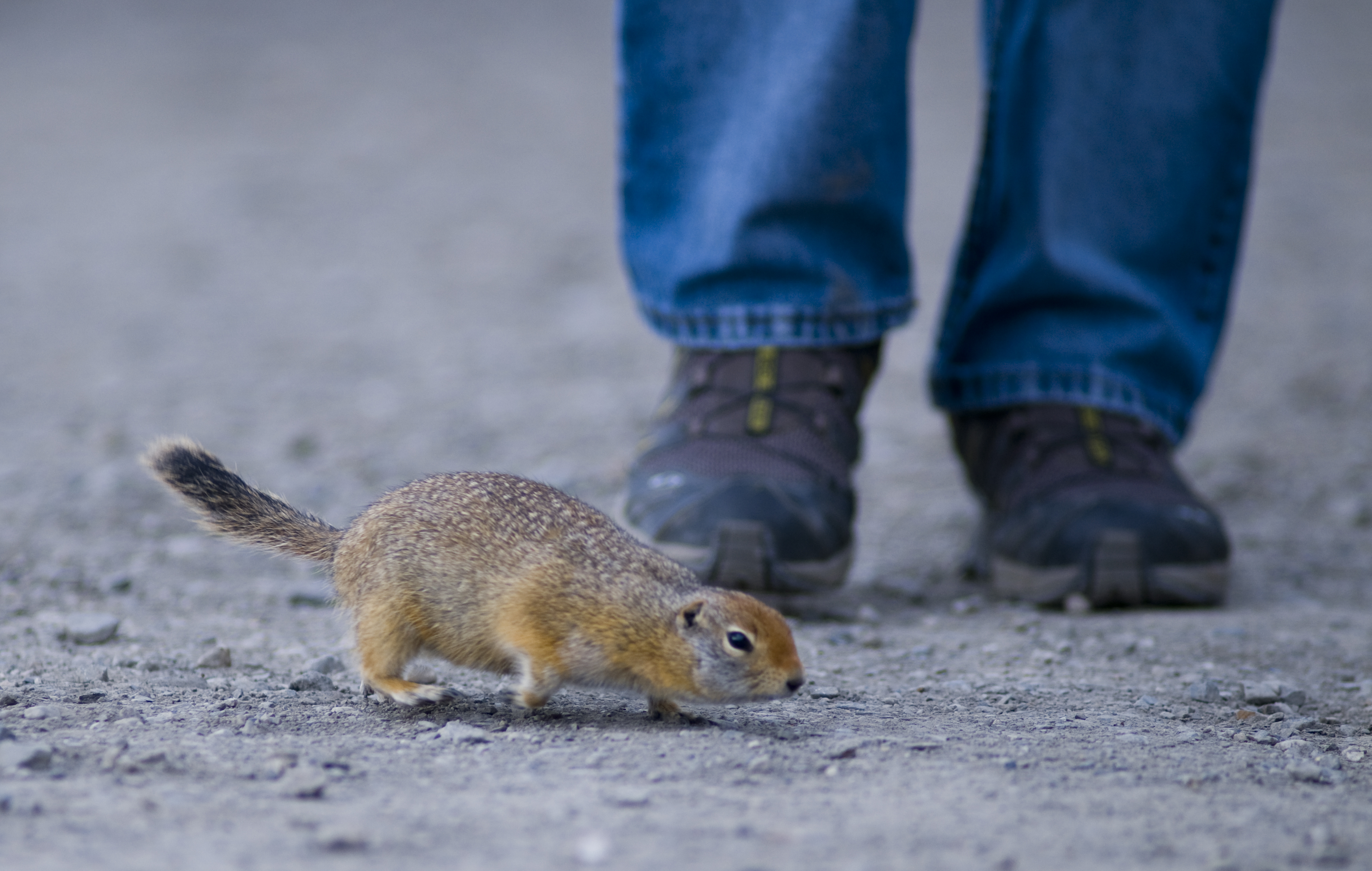
Sysel parryův (Spermophilus parryii)